# Пикин (департамент)
Пики́н (фр. Pikine) — один из 45 департаментов Сенегала и один из четырёх департаментов в области Дакар, расположенный вблизи мыса Кап-Вер. Административным центром департамента является город Пикин.

## География

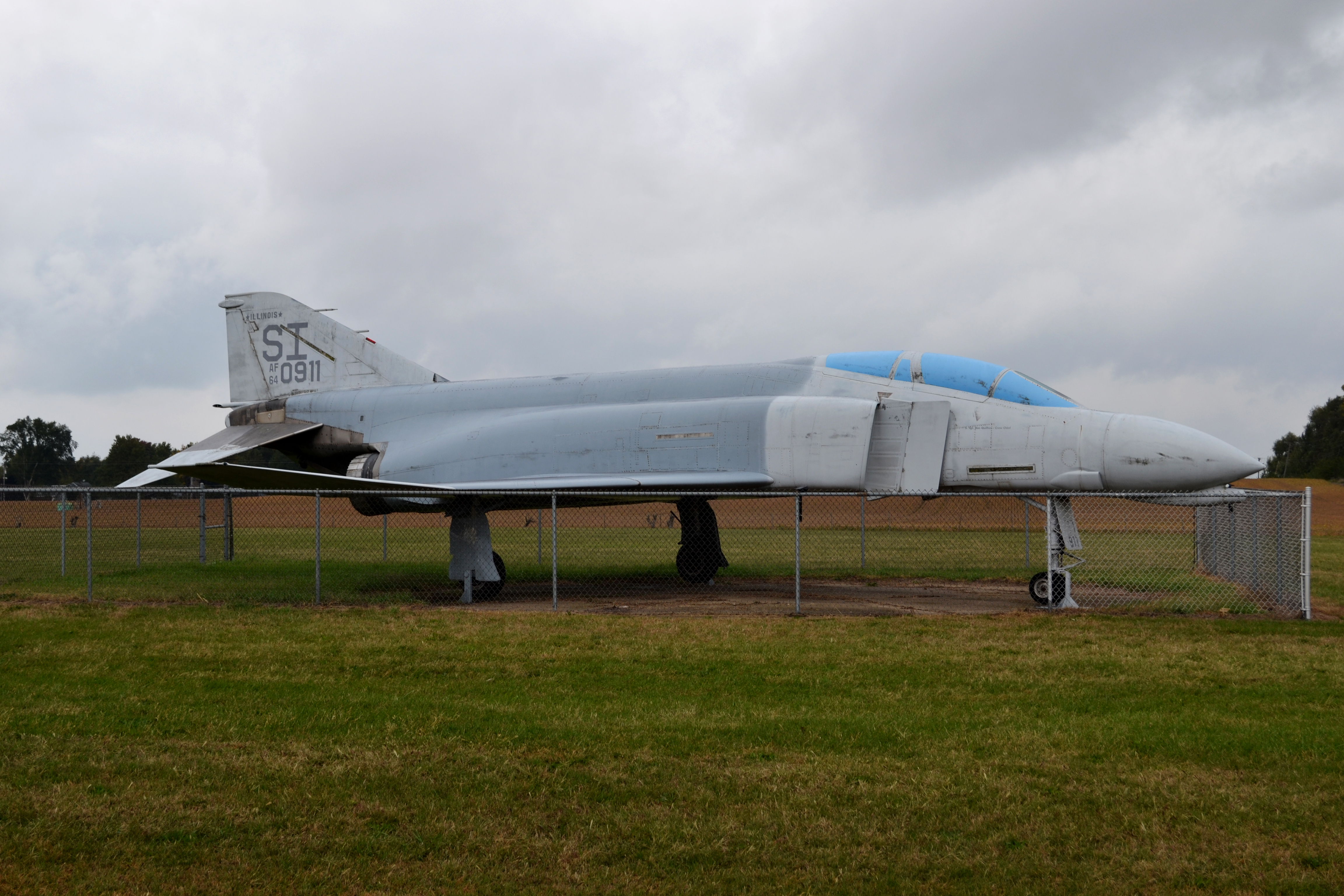

Департамент Пикин омывается на севере и юге Атлантическим океаном и граничит с тремя департаментами: Рюфиск на востоке, Дакар на западе и Гедиавай на северо-западе.

## История
Департамент Пикин был создан в 1983 году, став одним из трёх административных департаментов Дакарской области. В 2002 году северо-западная часть департамента была отделена и был сформирован департамент Гедиавай.

## Административное деление
Департамент включает в себя 3 арондисмана (округа) и 16 коммун:
| Округ   | Население (2013) | Площадь, км² | Коммуны                                                                                         |
| ------- | ---------------- | ------------ | ----------------------------------------------------------------------------------------------- |
| Дадуган | 328 670          | 15           | Далифор • Джида-Тиаруа-Кав • Гинов-Рел-Нор • Гинов-Рел-Сюд • Пикин-Эст • Пикин-Нор • Пикин-Уэст |
| Ньей    | 499 119          | 40           | Кёр-Масар • Малика • Йёнбёль-Нор • Йёнбёль-Сюд                                                  |
| Тьяруа  | 343 000          | 31           | Тивауан-Дьяксао • Дьямаген-Сикап-Мбао • Мбао • Тьяруа-сюр-Мер • Тьяруа-Гар                      |

В департаменте существует 90 муниципальных советов.

## Население
По данным Национального агентства статистики и демографии Сенегала численность населения департамента в 2013 году составляла 1 170 791 человек.